# Avancerad nivå
Svenska högskole- och universitetsutbildningar som kräver högst två års heltidsstudier efter kandidatexamen sker i huvudsak på avancerad nivå, enligt den högskolereform som genomfördes den 1 juli 2007. Avancerad nivå motsvarar den andra cykeln i Bolognaprocessen, eller det som i Finland kallas fördjupade studier. Högskolestudier på avancerad nivå kan i Sverige ge följande generella examina: magisterexamen efter ett års studier, alternativt masterexamen efter två års studier. Dessutom kan det ge ett flertal yrkesexamina. Ett mindre antal kurser på grundnivå kan ingå i en examen på avancerad nivå, beroende på lärosätets examensregler.